# Tre' Jackson
Tre' Jackson (Jesup, 14 dicembre 1992) è un giocatore di football americano statunitense attualmente free agent, che gioca nel ruolo di offensive guard.

## Biografia

### New England Patriots
Dopo avere giocato al college a football a Florida State dove vinse il campionato NCAA nel 2013, Jackson fu scelto nel corso del quarto giro (111º assoluto) del Draft NFL 2015 dai New England Patriots. Debuttò come professionista partendo come titolare nella vittoria del primo turno contro i Pittsburgh Steelers. La sua stagione da rookie si concluse con 13 presenze, 9 delle quali come titolare.
Il 5 febbraio 2017 vince il suo primo Super Bowl, il LI, disputato dai Patriots contro gli Atlanta Falcons e vinto dai primi, ai tempi supplementari (prima volta nella storia del Super Bowl), con il punteggio di 34-28.

## Palmarès

### Franchigia
- Super Bowl : 1

New England Patriots: LI
- American Football Conference Championship: 1

New England Patriots: 2016

## Statistiche
| Partite totali      | 13 |
| Partite da titolare | 9  |

Statistiche aggiornate alla stagione 2015